# Pandanaie des Hauts de l'Est
La pandanaie des Hauts de l'Est est une zone humide de l'île de La Réunion, département d'outre-mer français dans le sud-ouest de l'océan Indien. Située à la frontière entre les communes de La Plaine-des-Palmistes et de Saint-Benoît, dans les Hauts de l'Est de l'île, ce marécage abrite une formation végétale unique au monde puisque dominée par le vacoa des Hauts, une espèce endémique de La Réunion dont le nom scientifique est Pandanus montanus. Depuis le 11 janvier 2011, la zone fait l'objet d'un arrêté préfectoral de protection de biotope préservant 367,6 hectares de terrains situés hors du périmètre du parc national de La Réunion.